# 오타와라시
오타와라시(일본어: 大田原市)는 일본 도치기현 북동부에 있는 시이다.
2005년 10월 1일에 인접하는 나스군 유즈카미촌과 구로바네정을 편입해 인구 약 8만 명의 시가 되었다. 마쓰오 바쇼의 《오쿠노호소미치》에는 "가장 구석진 곳의 고을"으로 알려져 있고 시 중앙부를 흐르는 나카강과 야미조 산지의 사토야마산 등 자연이 풍부한 지역이다. 우간지, 도치기현 나카가와 수유원, 당일치기 온천 등 관광 자원도 많다.

## 지리
도치기현 북동부에 위치한다. 도쿄에서 북쪽으로 약 150km, 현청 소재지 우쓰노미야시에서는 차로 약 1시간 거리이다. 동서로 긴 모양이고 시 경계의 동쪽은 현 경계로 이바라키현 및 후쿠시마현과 접한다. 동부에는 야미조 산지가 이바라키현과의 현 경계를 따라서 늘어서 있고 중앙부와 서부에는 나스노가하라 선상지의 선단 부근에 해당하는 평지가 펼쳐져 있다. 한편 하천으로는 시 동부를 남북으로 종단하는 나카강, 시 남부를 동서로 횡단하는 호키가와강이 있다. 구 오타와라 시거리를 흐르는 복류하천 사비강은 남부의 후쿠하라 지구 부근에서 호키가와강으로 흘러들고 호키가와강은 나카강으로 흘러든다. 시 서단부의 노자키 지구에는 JR 우쓰노미야선이 지나고 노자키역이 설치되어 있다. 도로망으로는 국도 400호선, 국도 461호선이 구 오타와라 시거리를 중심으로 교차하고 동서남북으로 뻗어 있다. 이외에 옛 구로바네정, 유카미촌 시가지를 종단해 나스카라스야마시 방면으로 통하는 국도 294호선과 나카강을 따라서 뻗은 노자키 지구에서 국도 4호선이 남북으로 종단한다.

### 인접하는 지자체
- 도치기현
  - 나스시오바라시
  - 사쿠라시
  - 야이타시
  - 나스군 나스정, 나카가와정

- 이바라키현
  - 구지군 다이고정

- 후쿠시마현
  - 히가시시라카와군 다나구라정

## 역사
오타와라성이 1545년에 세워졌고 에도 시대에 오타와라성의 조카마치(성시)로 번영하였다. 1871년 폐번치현으로 오타와라현이 탄생했고 이후 도치기현에 합쳐졌다. 1889년 정촌제 시행으로 나스군 오타하라정이 성립하였다. 1954년 12월 1일에 오타하라정과 지카소노촌, 가네다촌이 합병하면서 시로 승격해 오타와라시가 되었다. 1955년에 나스군 니시나스노정의 일부와 사쿠아먀정을 편입하였다. 2005년에 오타와라시는 유즈카미촌과 구로바네촌을 편입하였다.

## 교통

### 철도
- 동일본 여객철도 우쓰노미야선

### 도로
- 도호쿠 자동차도
- 국도 제4호선
- 국도 제294호선
- 국도 제400호선
- 국도 제461호선

## 인구
| 연도 | 인구   | ±%      |
| ---- | ------ | ------- |
| 1920 | 20,064 | —       |
| 1930 | 22,216 | +10.7%  |
| 1940 | 23,069 | +3.8%   |
| 1950 | 77,363 | +235.4% |
| 1960 | 71,806 | −7.2%   |
| 1970 | 65,232 | −9.2%   |
| 1980 | 71,276 | +9.3%   |
| 1990 | 76,406 | +7.2%   |
| 2000 | 78,993 | +3.4%   |
| 2010 | 77,707 | −1.6%   |

## 기후
| 오타와라시의 기후                                            | 오타와라시의 기후 | 오타와라시의 기후 | 오타와라시의 기후 | 오타와라시의 기후 | 오타와라시의 기후 | 오타와라시의 기후 | 오타와라시의 기후 | 오타와라시의 기후 | 오타와라시의 기후 | 오타와라시의 기후 | 오타와라시의 기후 | 오타와라시의 기후 | 오타와라시의 기후 |
| 월                                                           | 1월               | 2월               | 3월               | 4월               | 5월               | 6월               | 7월               | 8월               | 9월               | 10월              | 11월              | 12월              | 연간              |
| ------------------------------------------------------------ | ----------------- | ----------------- | ----------------- | ----------------- | ----------------- | ----------------- | ----------------- | ----------------- | ----------------- | ----------------- | ----------------- | ----------------- | ----------------- |
| 역대 최고 기온 °C (°F)                                       | 18.0 (64.4)       | 21.5 (70.7)       | 24.7 (76.5)       | 29.9 (85.8)       | 34.0 (93.2)       | 34.8 (94.6)       | 37.1 (98.8)       | 37.2 (99.0)       | 35.0 (95.0)       | 30.8 (87.4)       | 23.6 (74.5)       | 22.9 (73.2)       | 37.2 (99.0)       |
| 일평균 최고 기온 °C (°F)                                     | 7.4 (45.3)        | 8.5 (47.3)        | 12.1 (53.8)       | 17.6 (63.7)       | 22.3 (72.1)       | 25.0 (77.0)       | 28.4 (83.1)       | 29.8 (85.6)       | 26.0 (78.8)       | 20.5 (68.9)       | 15.1 (59.2)       | 9.9 (49.8)        | 18.6 (65.4)       |
| 일일 평균 기온 °C (°F)                                       | 1.7 (35.1)        | 2.6 (36.7)        | 5.9 (42.6)        | 11.3 (52.3)       | 16.5 (61.7)       | 20.0 (68.0)       | 23.5 (74.3)       | 24.4 (75.9)       | 20.8 (69.4)       | 15.1 (59.2)       | 9.1 (48.4)        | 4.0 (39.2)        | 12.9 (55.2)       |
| 일평균 최저 기온 °C (°F)                                     | −3.4 (25.9)       | −2.7 (27.1)       | 0.2 (32.4)        | 5.5 (41.9)        | 11.4 (52.5)       | 15.9 (60.6)       | 19.9 (67.8)       | 20.7 (69.3)       | 16.8 (62.2)       | 10.4 (50.7)       | 3.6 (38.5)        | −1.2 (29.8)       | 8.1 (46.6)        |
| 역대 최저 기온 °C (°F)                                       | −16.4 (2.5)       | −11.9 (10.6)      | −9.5 (14.9)       | −5.5 (22.1)       | 2.0 (35.6)        | 7.7 (45.9)        | 9.0 (48.2)        | 12.2 (54.0)       | 6.2 (43.2)        | 0.1 (32.2)        | −5.9 (21.4)       | −8.9 (16.0)       | −16.4 (2.5)       |
| 평균 강수량 mm (인치)                                        | 34.9 (1.37)       | 34.8 (1.37)       | 84.0 (3.31)       | 108.3 (4.26)      | 139.4 (5.49)      | 172.4 (6.79)      | 235.8 (9.28)      | 235.7 (9.28)      | 209.6 (8.25)      | 160.5 (6.32)      | 71.0 (2.80)       | 39.5 (1.56)       | 1,522.6 (59.94)   |
| 평균 강수일수 (≥ 1.0 mm)                                     | 4.3               | 4.8               | 8.2               | 10.0              | 11.3              | 14.3              | 15.7              | 13.4              | 12.7              | 10.1              | 6.7               | 4.5               | 116               |
| 평균 월간 일조시간                                           | 193.5             | 185.5             | 194.1             | 189.1             | 183.2             | 129.6             | 128.5             | 148.0             | 120.3             | 139.9             | 161.5             | 180.3             | 1,953.4           |
| 출처: 일본 기상청 (평년값: 1991년~2020년, 극값: 1976년~현재) |                   |                   |                   |                   |                   |                   |                   |                   |                   |                   |                   |                   |                   |